# Vers le développement minier durable
 (novembre 2022).
L'initiative Vers le développement minier durable (VDMD) est une norme créée par l'Association minière du Canada en 2004. 

## Description
L'initiative permet aux entreprises de prendre des mesures concrètes pour respecter leurs engagements environnementaux et sociaux. L'initiative répond aux critères d'une stratégie de responsabilité sociale des entreprises.
La participation à l’initiative VDMD est obligatoire pour toutes les exploitations en territoire canadien des membres de l’AMC depuis 2006.

## Protocoles de rendement
En 2022, il existe huit protocoles de rendement. Chaque protocole est constitué d’un ensemble d’indicateurs conçus pour évaluer la qualité et l’étendue des systèmes de gestion des établissements, avec pour objectif d’offrir au public une vue d’ensemble du rendement de l’industrie dans des domaines environnementaux et sociaux clés.
- Collectivités et gens
  - Relations avec les Autochtones et les collectivités
  - Planification de la gestion de crises et des communications
  - Santé et sécurité
  - Prévention du travail des enfants et du travail forcé (depuis 2017)[3]

- Intendance environnementale
  - Gestion de la conservation de la biodiversité
  - Gestion des résidus
  - Intendance de l’eau

- Efficacité énergétique
  - Changements climatiques

## Extension internationale
L’initiative VDMD est maintenant utilisée et adoptée par 10 autres associations minières partout dans le monde. Sur le territoire canadien, elle est introduite dans la province de Québec, avec l'Association minière du Québec, depuis 2014.
Les autres pays sont l'Australie, le Brésil, la Colombie, l'Argentine, l'Australie, le Botswana, la Norvège, la Finlande, les Philippines en 2017, l'Espagne en 2018, et le Guatemala en 2022.